# Эстинн
Эсти́нн (фр. Estinnes, валлон. L’ Estene / L’ Èstène) — коммуна в Валлонии, расположенная в провинции Эно, округ Тюэн. Принадлежит Французскому языковому сообществу Бельгии. На площади 72,73 км² проживают 7413 человек (плотность населения — 102 чел./км²), из которых 48,91 % — мужчины и 51,09 % — женщины. Средний годовой доход на душу населения в 2003 году составлял 11 515 евро.
Почтовый код: 7120. Телефонный код: 064.

## Ссылки

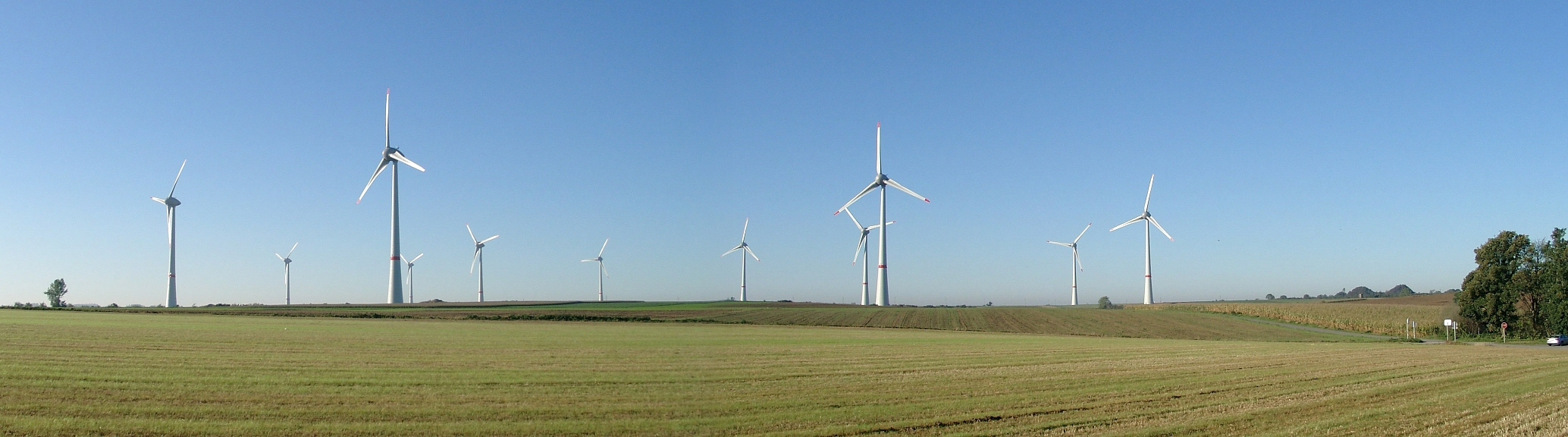
Ветроэлектростанция с 11 × E-126 (11 × 7,5 МВт) в провинции, 2010 год